# Pterolophia niasica
Pterolophia niasica là một loài bọ cánh cứng trong họ Cerambycidae.